# Renaud de Jouvenel
Renaud de Jouvenel est un écrivain, éditeur et polémiste français né le 21 octobre 1907 à Paris et mort le 31 décembre 1982) à Cannes (Alpes-Maritimes).

## Biographie

### Enfance et études
Renaud de Jouvenel des Ursins est le fils de l'homme politique et ministre Henry de Jouvenel (1876-1935) et de sa maîtresse Isabelle de Comminges. Il n'y eut pas de mariage possible, Isabelle ne pouvant divorcer de son mari malade mental, le comte Maurice Pillet-Will. Son parrain est Anatole de Monzie, notamment ministre des finances des Travaux publics et de l'Éducation nationale pendant l'entre-deux-guerres sous les gouvernements de Paul Painlevé, Édouard Herriot et Édouard Daladier, ou sous le deuxième gouvernement de Camille Chautemps.
Dès lors, enfant naturel, Renaud n'a été reconnu par son père qu'en 1928, et en conçoit beaucoup d'amertume, d'autant plus qu'il se compare à son demi-frère, bien plus en vue, Bertrand de Jouvenel (1903-1987). Il aura une demi-sœur Colette de Jouvenel (1913-1981) dont la mère est l'écrivaine Colette (1873-1954).

### Activités d'avocat
Il termine ses études de droit et s'inscrit au barreau de Paris. Avant la guerre, il publie un périodique de gauche, Le Cahier bleu.
En 1936, l'Association juridique internationale l'envoie avec l'avocat Joë Nordmann en Roumanie et en Grèce pour observer les conditions de détention des prisonniers. Ils constatent que la situation n'y est pas meilleure qu'en Allemagne nazie.
En 1939, il préside le Comité d’aide aux intellectuels espagnols. Il accueille dans son château de Castel Novel à Varetz près de Brive-la-Gaillarde des intellectuels espagnols qui forment dès 1940 une organisation communiste qui visent à rassembler les Espagnols de la région et à tisser des liens avec la résistance française Il accueillera Robert Delord puis Édouard Valéry, pour demander des livres aux maquisards.   

### Proximité avec le Parti communiste
Homme de lettres, il a été aussi, à partir de 1946, le directeur-propriétaire de la maison de disques Le Chant du monde, devenue proche de l'Union soviétique et des communistes. En réalité, le bailleur de fonds et véritable propriétaire de la société était le Parti communiste français. Renaud de Jouvenel est durant plusieurs années un agent d'influence du PCF, soutenant et défendant les thèses communistes et les positions de l'URSS stalinienne. En 1950, après la rupture soviéto-yougoslave, il publie le pamphlet Tito, Maréchal des traîtres, qui accuse Tito d'avoir mis en place « un régime fasciste » en s'entourant d'« agents de la Gestapo ».
Il participe à toutes sortes de réunions en France et à l'étranger, organisées par le Parti ou par des 'fellow travellers' du parti. Ainsi, à Pâques 1954, il est présent à Knokke (Belgique) à une réunion confidentielle, organisée par le baron Antoine Allard, de pacifistes de gauche, incluant Jean-Paul Sartre, Vercors, Elsa Triolet et Bertolt Brecht. La même année, il est cependant mis à l'écart par le PCF.
Plus tard, ayant perdu ses illusions et pris ses distances, il écrit les Confidences d’un sous-marinier du parti communiste français paru en 1980.
Deux ans plus tard, son corps est retrouvé à Cannes ; il était mort depuis plusieurs semaines. Les circonstances de cette mort n'ont jamais été élucidées.

### Vie privée
Le 2 août 1933, Renaud de Jouvenel épouse Arlette Louis-Dreyfus (1911-2001), fille de Charles Louis-Dreyfus et de Germaine Hément. Cette dernière, devenue veuve, devient la troisième épouse d'Henry de Jouvenel.
Le couple a un fils, Foulques de Jouvenel des Ursins. Après leur divorce en 1942, Arlette épouse en 1946 Jean Shapira, journaliste à Libération. De son côté, Renaud épouse, la même année, Gilberte Rodrigue (1914-2009).

## Œuvres
- « La Roumanie et la Grèce sur les traces d’Hitler », article, 1936.
- Village X¿, Paris, Flammarion, 1936
- Panorama de l'Amérique latine, 1936, Éditions sociales internationales.
- Commune Mesure, Paris, Éditions sociales internationales, 1938.
- Les Volontaires no 8, 1939.
- « Des intellectuels en péril dans l’Espagne du centre », Ce soir, 24 mars 1939.
- Vingt Années d'erreurs politiques, 1947.
- L'Internationale des traitres, Paris, La Bibliothèque française, 1948.
- Tito, maréchal des traîtres, Paris, La Bibliothèque française, 1950.
- Panorama du monde, 1949.
- Les Sauvages (roman), 1952.
- La Guerre des mercenaires, 1952,
- Il n'y a pas d'oubli, Éditeurs français réunis, 1956,
- L'Albanie : Pays à découvrir, dans : Le Jardin des Arts, 1956.
- Notre-Dame de Laghet, capitale des ex-voto, dans : Le Jardin des Arts, 1959.
- Notes sur l'art, dans : La Pensée, revue du rationalisme moderne, 1959.
- Confidences d’un sous-marinier du parti communiste français, 1980.

- La Nymphe évasive (recueil de poèmes)

- avec Colette et Léopold Marchand, La Seconde, comédie dramatique en 4 actes, 1929.

Traductions
- H. C. Engelbrecht et F. C. Hanighen, Marchands de mort : Essai sur l'industrie internationale de mort - Essai sur l'industrie internationale des armes, traduction de Renaud de Jouvenel, 1934.
- Ogden NashEnvers et contre tous (poèmes), adaptés de l'américain par Renaud de Jouvenel, Illustrations De Jozef Wilkon, Paris, P. Seghers, 1963.
- Tennessee Williams,  Dans l'hiver des villes (poèmes), présentés et traduits par Renaud de Jouvenel, Paris, P. Seghers, 1964.